# 女子高生と聖職者さん
『女子高生と聖職者さん』(じょしこうせいとせいしょくしゃさん）は、財政ろろによる日本の漫画作品。『月刊キスカ』（竹書房）にて、2019年9月号から2022年1月号まで連載された。

## あらすじ
私立五百雀女子高等学校で教師（=聖職者）として勤務する先生。毎日巻き起こる異常な状況にも決して心を乱してはならない…!!

## 登場人物
聖職者さん（せいしょくしゃさん）
本作の主人公。私立五百雀女子高等学校で勤務する教師。43歳男性。同校の変態女子高生たちに異常なほどモテる。
筒香さん（つつごうさん）
聖職者さんのクラスの生徒。 かなり想像力が豊かであり、思っている卑猥なセリフを声に出してしまうことがよくある。

## 書誌情報
- 財政ろろ『女子高生と聖職者さん』 竹書房〈バンブーコミックス〉、全3巻
  1. 2020年6月8日発売[2][3]、ISBN 978-4-8019-6985-8
  2. 2021年4月12日発売[4]、ISBN 978-4-8019-7284-1
  3. 2022年1月27日発売[5]、ISBN 978-4-8019-7552-1